# سرگئی کورخمازیان
سرگئی کورخمازیان (ارمنی: Սերգեյ Կորխմազյան؛  زادهٔ ۱۹۱۲ - درگذشته ۱۹۷۴)  سیاستمدار اهل ارمنستان بود که از تاریخ ۱۹۴۷ تا تاریخ ۱۹۵۲ سمت فهرست رئیسان سرویس امنیت ملی ارمنستان را برعهده داشت.

## زندگی‌نامه
در ۱۹۱۲ در قارص به دنیا آمد . وی برنده جوایزی همچنین نشان ستاره سرخ، نشان پرچم سرخ، نشان بودان خملنیتسکی درجه دو، نشان کوتوزوفدرجه دو شده است. وی در ۱۹۷۴ در سن ۶۲ سالگی  درگذشت.